# Trogulus uncinatus
Espèce
Trogulus uncinatus est une espèce d'opilions dyspnois de la famille des Trogulidae.

## Distribution
Cette espèce est endémique de Turquie. Elle se rencontre dans les provinces de Yalova, de Bolu, de Bursa et d'Istanbul.

## Description
Le mâle holotype mesure 6,12 mm, les mâles mesurent de 5,60 à 6,34 mm et les femelles de 6,82 à 7,50 mm

## Systématique et taxinomie
Cette espèce a été décrite par Gruber en 1969.

## Publication originale
- Gruber, 1969 : « Türkiye'nin bazı Sironidae ve Trogulidae türler - Weberknechte der Familien Sironidae und Trogulidae aus der Türkei. (Opiliones, Arachnida). (Ergebnisse der österreichisch-türkischen Anatolien-Expeditionen 9). » Revue de la Faculté des Sciences de l'Université d'Istanbul, sér. B, vol. 34, no 1/2, p. 75–88.